# Microlepidotus brevipinnis
Microlepidotus brevipinnis är en fiskart som först beskrevs av Steindachner, 1869.  Microlepidotus brevipinnis ingår i släktet Microlepidotus och familjen Haemulidae. IUCN kategoriserar arten globalt som livskraftig. Inga underarter finns listade i Catalogue of Life.